# Johannes Ponader

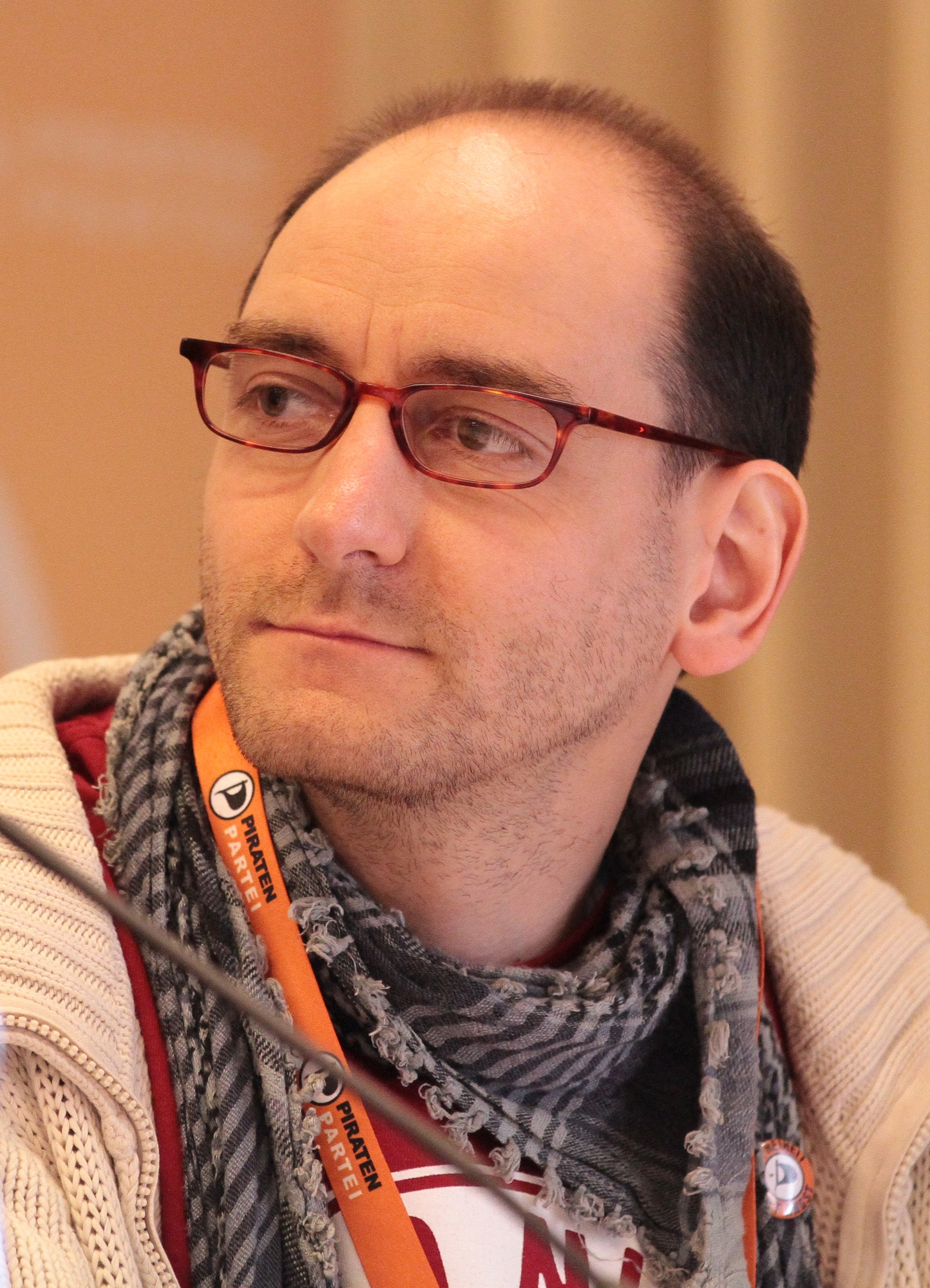
Johannes Ponader, 2012

Johannes Ponader (* 14. Februar 1977 in München) ist ein deutscher Theaterregisseur und ehemaliger Politiker. Von April 2012 bis Mai 2013 war er politischer Geschäftsführer der Piratenpartei.

## Ausbildung und Beruf
Ponader schloss seine schulische Laufbahn 1996 mit dem Abitur am Graf-Münster-Gymnasium in Bayreuth mit einem Notendurchschnitt von 1,0 ab. Während der Schulzeit war er im Theaterbereich engagiert, später auch an der Studiobühne Bayreuth sowie in mehreren freien Kabarett-Ensembles tätig.
Nach eigener Aussage studierte Ponader von 1997 bis 2005 verschiedene Fächer ohne Studienabschluss, zuerst Mathematik und Musikwissenschaft in Regensburg, dann von 1998 bis 2000 Philosophie in München und von 1998 bis 2005 Pädagogik und Theaterwissenschaft ebenfalls in München. Als Teil des Studiums absolvierte er von 1998 bis 2000 eine Ausbildung zum Spiel- und Theaterpädagogen. Von 1997 bis 2002 wurde sein Studium mit einem Begabtenstipendium des Freistaates Bayern und einem Stipendium der Studienstiftung des deutschen Volkes gefördert. Während seines Studiums wurde Ponader wie sein Vater Mitglied der Studentenverbindung Akademischer Gesangverein München im Sondershäuser Verband.

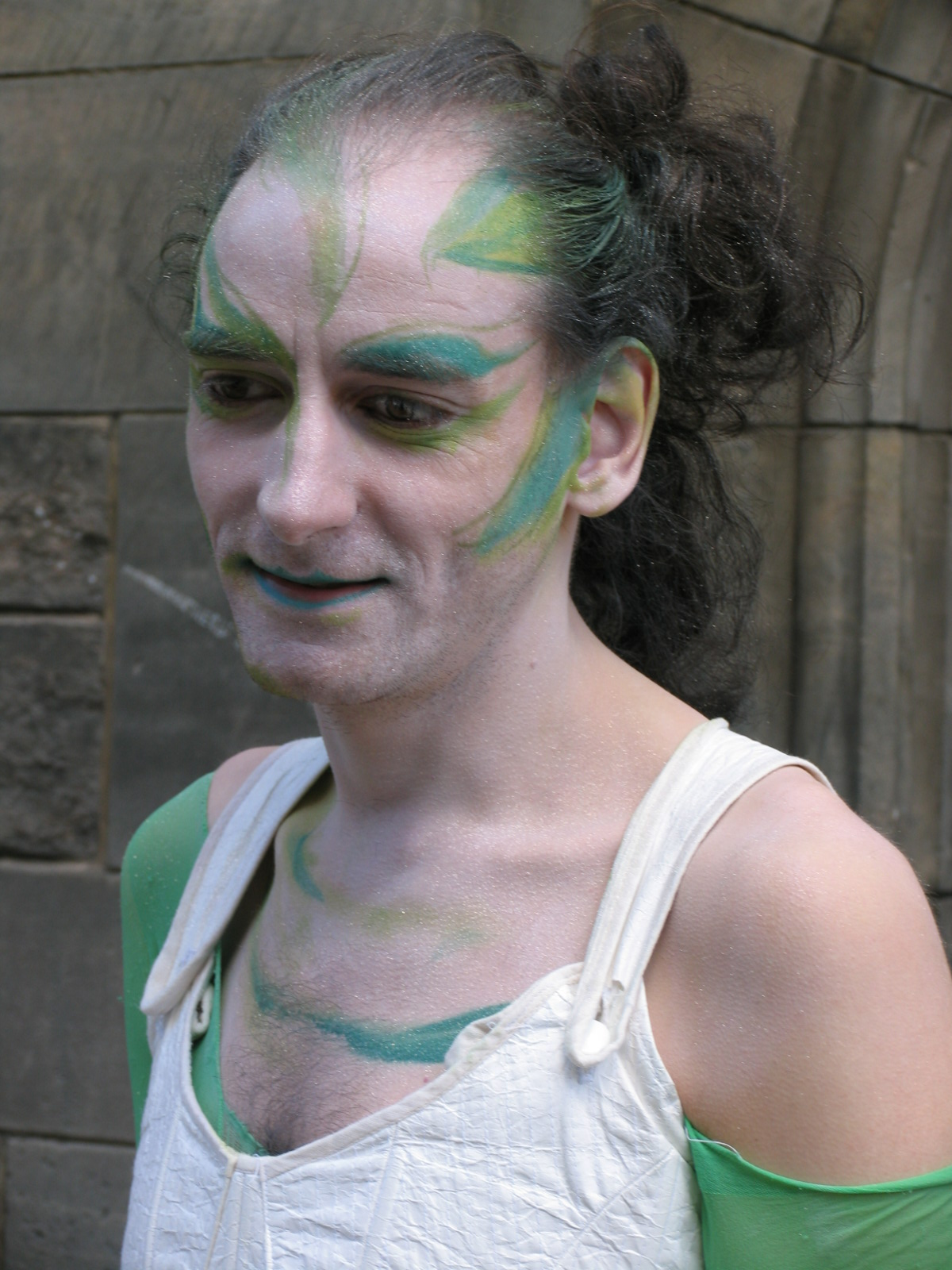
Ponader als „Puck“ in A Midsummer Night's Dream, Edinburgh Festival Fringe 2005.

 1999 gab er sein Regiedebüt in München mit einem experimentellen Theaterstück im Theaterzelt Das Schloss (Oberwiesenfeld). 2011 verlegte er seinen Hauptwohnsitz nach Berlin.
Ponaders Bruder ist der Musiktheaterregisseur und Bühnenautor Maximilian Ponader.

## Politik
Im November 2010 trat er auf dem Bundesparteitag in Chemnitz in die Piratenpartei ein. In Verbindung mit seinem Wohnsitzwechsel im Jahr 2011 wechselte Ponader von deren Landesverband Bayern zur Piratenpartei Berlin. Dort engagierte er sich bis Anfang 2012 auch in der Occupy-Bewegung. Im Dezember 2011 brachte er auf dem Offenbacher Parteitag den Antrag ein, das Modell eines bedingungslosen Grundeinkommens ins Parteiprogramm aufzunehmen. Ende April 2012 wurde Ponader mit 74,44 Prozent der Stimmen im Verfahren „Wahl durch Zustimmung“ als politischer Geschäftsführer der Partei zum Nachfolger von Marina Weisband gewählt. Er erzielte dabei das zweitbeste Ergebnis der neun Mitglieder im Bundesvorstand.
Seit seiner Wahl wurde in den Medien thematisiert, dass Ponader Arbeitslosengeld II bezog. Er kündigte Anfang Juli 2012 an, in Kürze vom Jobcenter finanziell unabhängig zu sein und auf Sozialleistungen zu verzichten. Mitglieder der Piratenpartei initiierten eine Spendenaktion zu Ponaders Gunsten, die im Sommer viel Kritik aus der Partei erhielt. Mitte Oktober nahm Ponader dann Abstand von dem Spendenmodell. Einen Monat später äußerte er, diese Spendenaktion mittlerweile zu bereuen. Obwohl ihm seine Vorstandskollegen im Sommer nahelegten, vorerst auf Talkshowauftritte zu verzichten, war Ponader weiterhin Gast solcher Sendungen. Der Streit im Vorstand drang an die Öffentlichkeit mit Rücktrittsforderungen an Ponader. Der Spitzenkandidat der Piratenpartei in Niedersachsen, Meinhart Ramaswamy, äußerte, dass Ponaders häufige Talkshow-Auftritte politisch wirkungslos verpufften: „Ich weiß, dass er sozialpolitisch gute Ideen hat, aber er kann sie nicht transportieren; vielleicht ist es zu viel Bühne – er verkaspert sich, das finde ich schade.“ Anfang November 2012 gab der Parteivorsitzende Bernd Schlömer bekannt, dass er sich mit Ponader ausgesprochen habe. Außerdem habe man entschieden, dass Ponader den für Mitte November 2012 geplanten Auftritt bei Stefan Raabs neuem Polit-Talk nicht wahrnimmt.
Am 6. März 2013 kündigte Ponader an, sein Amt als politischer Geschäftsführer der Piratenpartei bis zum Bundesparteitag im Mai 2013 aufzugeben. Auf dem Parteitag wurde Katharina Nocun zu seiner Nachfolgerin gewählt.

## Auseinandersetzung mit der Bundesagentur für Arbeit
In einem Interview mit der Bild-Zeitung kritisierte Heinrich Alt, ein Vorstandsmitglied der Bundesagentur für Arbeit, 2012 Ponaders politische Betätigung bei gleichzeitigem Bezug von Sozialleistungen als Selbstverwirklichung „auf Kosten der Steuerzahler“. Die Agentur hielt Ponader vor, dass er mit 60 bis 70 Stunden pro Woche zu viel Zeit für seine ehrenamtliche politische Tätigkeit aufwende und deshalb keinen Leistungsanspruch habe. Ponader warf Alt seinerseits vor, dass der beim Vorsitzenden der Piratenpartei, Bernd Schlömer, angerufen habe, um zu fragen, warum die Partei Ponader kein Gehalt zahle. Das Amt des politischen Geschäftsführers sei, so Ponader, ein Ehrenamt. Alt bestätigte gegenüber der Bild-Zeitung den Anruf. Er habe ihn aber aus „grundsätzlichem Interesse an der Piratenpartei“ getätigt und „ganz gewiss nicht wegen Herrn Ponader“. Dagegen wollte Alts Pressereferentin auf Anfrage von stern.de, ob die ALG-II-Bezüge Ponaders im Gespräch zwischen Alt und Schlömer thematisiert worden seien, „weder bestätigen noch dementieren“. Nach Angaben des Onlinemagazins ging es allerdings „sehr wohl um Ponaders Hartz-IV-Bezüge“. In einem eigenen Beitrag für die FAZ hatte Ponader zuvor kritisiert, dass Alt mit dem Anruf das Sozialgeheimnis gebrochen habe. Seine Grundrechte wurden nach seiner Ansicht durch unberechtigte Hausbesuche und unzulässige Kontrollen der Bundesagentur für Arbeit „mit Füßen getreten“. Ponader kritisierte dort auch die Berichterstattung der Medien und insbesondere der „Springerpresse“ in der Angelegenheit. Im Zusammenhang mit der Auseinandersetzung schreibt der Spiegel in einem Artikel: „Ponader ärgert, dass die Arbeitsagentur jetzt so kleinlich wird: ‚Ich werde vom Sozialsystem heftig hinterfragt, weil ich mich politisch engagiere und trotzdem Sozialleistungen beziehe. Das ist eine extreme Entartung des ganzen Systems.‘“

## Inszenierungen
- Johannes Ponader: KOSOVO – Gegenwartstheater – ein kosmopolitischer Denkanstoß für Kosovoyeure. Theaterzelt Das Schloss in München (1999)
- Christian Cieslak (nach William Shakespeare): A Midsummer Night’s Dream – Das Musical. Munich Shakespeare Company (2003)
- Peter Michael von der Nahmer/Johannes Ponader: Von Zeyt zu Zeit (Musical). Neuburger Stadttheater (2005)
- Wolfgang Amadeus Mozart: Die Hochzeit des Figaro (Kinderoper). Pasinger Fabrik (2007)
- Max Christian Feiler (nach Niccolò Machiavelli): Mandragola oder die Kunst der unbefleckten Empfängnis. Studiobühne Bayreuth (2008)
- Regie zusammen mit Doris Heinrichsen: Winterträume. A Christmas Holiday (Eisshow). Prinzregententheater (2008)